# Bezzia hihifoi
Bezzia hihifoi är en tvåvingeart som beskrevs av Clastrier och Delecolle 1996. Bezzia hihifoi ingår i släktet Bezzia och familjen svidknott. Inga underarter finns listade i Catalogue of Life.